# Кастел Джорджо
Кастѐл Джо̀рджо (на италиански: Castel Giorgio) е село и община в Централна Италия, провинция Терни, регион Умбрия. Разположено е на 559 m надморска височина. Населението на общината е 2196 души (към 2012 г.).